# Тарнавська Марта Теодозіївна
Марта Теодозіївна Тарнавська, до шлюбу Сеньківська (1930, Львів) — українська поетеса, літературознавиця, критик, перекладачка, бібліографиня, член ОУП «Слово», УВАН у США, Національної спілки письменників України (1995).

## З біографії
Народилась 15 листопада 1930 року у Львові в родині лікарів Теодозія та Ірени Сеньківських. Дитинство минуло в місті Устрики-Долішні, потім Сільці (Польща). Навчалася у школах і гімназіях Зборова, Тернополя, Криниці, українській гімназії у Зальцбурзі (Австрія). Екстерном склала іспити в гімназії м. Берхтесґадена (Німеччина, 1948) і записалась на філософський факультет Зальцбурзького університету. В 1949 році одружилась з поетом Остапом Тарнавським та виїхала до США.
Спочатку працювала на швейній фабриці, навчаючись заочо в Українському вільному університеті, з 1951 по 1953 роки працювала у бюро фабрики електричних ламп. У січні 1952 року отримала диплом американської середньої вечірньої школи. Після закінчення Університету Темпел в 1962 році з дипломом бакалавра із соціології та антропології, влаштувалася на роботу бібліотекаркою-спеціалісткою іноземного і міжнародного права в Пенсільванському університеті (Філадельфія). За фахом бібліотекар. З 1994 р. — на пенсії.

## Творчість
Друкує поезії, есеї та рецензії в журналах «Київ», «Наше Життя», «Слово», «Український квартальник», «Сучасність»; бібліографічні праці в американських фахових журналах; збірках поезій «Хвалю ілюзію» (1972). Перекладала поезії Емілі Дікінсон.
Авторка поетичних збірок «Хвалю ілюзію» (1972), «Землетрус» (1981), «Тихі розмови з вічністю» (1999); збірки оповідань «Самотнє місце під сонцем» (1991); книг «Євгенія Ярошинська: життя і творчість» (1976), «Ключі до царства» (2001); методичного посібника для бібліотек «Українська бібліотека в Америці» (1983), «Українська національна революція в поезії, 1917—1967 (бібліографія)» (1969), кількох бібліографічних праць. Вірші перекладалися англійською, польською, португальською, російською, французькою та іншими мовами.
Окремі видання:
- Тарнавська М. Автобібліографія. — Філадельфія: Мости, 1998. — 245 с.
- Тарнавська М. Вибране. — К.:Пульсари, 2004. — 288 с.
- Тарнавська М. Євгенія Ярошинська: життя і творчість // Сучасність. — 1976. — Ч. 6 (186). —С. 5-24.
- Тарнавська М. Землетрус. -Нью-Йорк: Слово, 1981. — 96 с.
- Тарнавська М. Ключі до царства. — К.: Гелікон, 2001. — 391 с.
- Тарнавська М. Колумбійський симпозіум про Ю. Лавріненка //Всесвіт. — 2008. — Ч. 5/6. — С.196.
- Тарнавська М. Самотнє місце під сонцем. Нариси, оповідання і переклади англо-американської прози. — Буенос-Айрес, 1991. — 193 с.
- Тарнавська М. Тихі розмови з вічністю: Збірка збірок і поза збірками. — Філадельфія: Мости,1999. — 320 с.

## Нагороди, відзнаки
Лавреатка літературного фонду імені І. Франка.

### Аудіозаписи творів
Марта Тарнавська. «Читаючи Лесине листування»: https://www.youtube.com/watch?v=gekfz3H9YRQ